# Baño María (álbum)
Baño María es el primer álbum de estudio del dúo Ca7riel y Paco Amoroso, publicado el 18 de abril de 2024 bajo la discográfica 5020 y Sony Music.

## Lanzamiento y repercusión
El álbum fue presentado en el Lollapalooza Argentina 2024 en el mes de marzo, sin embargo, su publicación se produjo un mes después, el 18 de abril. El proyecto con doce sencillos contuvo las colaboraciones de Tini Stoessel y Lali Espósito. Fue presentado oficialmente en el Movistar Arena en agosto de ese año en condición de sold-out ante más de 15.000 personas, el show fue filmado, producido y publicado en Spotify bajo el nombre Baño María (En Vivo - Buenos Aires) en el mes de noviembre.
La participación en el Tiny Desk Concerts del dúo incrementó su popularidad y con ella la repercusión internacional del disco posicionándolo en tendencias en las plataformas digitales, con esto la banda comenzó su gira Baño María World Tour. Tras esto, en 2025, se presentaron por primera vez en países como Estados Unidos, Puerto Rico, Japón, Suiza, entre otros. Los sencillos más destacados comercialmente fueron «Dumbai» y «El único» a la par, cada uno con más de 25 millones de reproducciones en Spotify.

## Lista de canciones
Tracklist de Baño María

Todas las letras escritas por Catriel Guerreiro y Ulises Guerriero.
| N.º   | Título                   | Música                      | Duración |  |
| 1.    | «Baby Gangsta»           | Federico Vindver            | 2:33     |  |
| 2.    | «Dumbai»                 | Federico Vindver, Sir Nolan | 2:28     |  |
| 3.    | «Sheesh»                 | Taiko                       | 2:16     |  |
| 4.    | «Mi Diosa»               | Taiko                       | 2:33     |  |
| 5.    | «Agua» (con Tini)        | XAY, DVLP                   | 2:20     |  |
| 6.    | «La Que Puede, Puede»    | CA7RIEL, Casta              | 2:34     |  |
| 7.    | «El Único»               | Federico Vindver            | 2:32     |  |
| 8.    | «Pirlo»                  | Federico Vindver            | 2:43     |  |
| 9.    | «Vitamina»               | Slow Mike                   | 2:08     |  |
| 10.   | «Cosas Ricas»            | XAY, DVLP                   | 2:40     |  |
| 11.   | «Supersónico» (con Lali) | Casta                       | 2:48     |  |
| 12.   | «Diablo»                 | XAY, DVLP                   | 2:53     |  |
| 29:49 |                          |                             |          |  |